# Sergio Higuita
Sergio Andrés Higuita García (Medellín, 1º agosto 1997) è un ciclista su strada colombiano che corre per il team XDS Astana. Professionista dal 2017, ha vinto una tappa alla Vuelta a España 2019 e la Volta Ciclista a Catalunya 2022.

## Carriera

### 2016-2019: gli esordi e il debutto nel World Tour
Ciclista con caratteristiche da scalatore puro, debutta a livello UCI nel 2016 con la Continental colombiana Manzana Postobón; l'anno dopo, con la squadra divenuta Professional, vince la classifica scalatori alla Vuelta a Asturias, mentre nel 2018 è miglior scalatore al Tour of China I.
A inizio 2019, trasferitosi alla Continental basca Euskadi, vince una tappa alla Volta ao Alentejo. Il 1º maggio 2019 passa tra le file della formazione World Tour statunitense EF Education First, con cui debutta classificandosi secondo, alle spalle di Tadej Pogačar, nella graduatoria generale del Tour of California; in agosto è quarto al Giro di Polonia, mentre il 12 settembre 2019 conquista la prima vittoria in un Grande Giro, in occasione della diciottesima tappa della Vuelta a España, arrivando vincitore sul traguardo di Becerril de la Sierra dopo oltre 50 chilometri di fuga in solitaria. Chiude la stagione con il quarto posto nella prova in linea Under-23 ai mondiali nello Yorkshire e il terzo posto al Giro dell'Emilia.

### Dal 2020: il biennio in EF e il passaggio alla Bora-Hansgrohe
Confermato in maglia EF, nel febbraio 2020 è prima vincitore in solitaria del titolo nazionale in linea, poi trionfatore nella classifica finale del Tour Colombia grazie anche ai successi nella cronometro a squadre di apertura e nella quarta tappa. A marzo è terzo e miglior giovane alla Parigi-Nizza, prima dell'interruzione alle corse per la pandemia di COVID-19; rientrato alle gare, tra agosto e settembre partecipa al Tour de France, ritirandosi però nella quindicesima frazione a causa di due cadute. Nel 2021, ancora con EF, non va oltre alcuni piazzamenti primaverili e un terzo posto di tappa al Tour de France; partecipa inoltre alla prova in linea dei Giochi olimpici di Tokyo, concludendo però solo 81º. A fine stagione lascia la EF per vestire la maglia della Bora-Hansgrohe.
Apre la stagione 2022 con la vittoria in solitaria, sul traguardo di Pereira, del titolo nazionale in linea. Tornato in Europa, si aggiudica l'ultima tappa della Volta ao Algarve sull'Alto do Malhão, e si piazza poi decimo nella Strade Bianche. Tra il 21 e il 27 marzo è quindi impegnato nella Volta Ciclista a Catalunya: già terzo classificato nella quarta tappa, a Boí Taüll, due giorni dopo è secondo, alle spalle di Richard Carapaz, sul traguardo di Cambrils; questo piazzamento gli consente di vestire la maglia bianco-verde di leader, che difende l'indomani nell'ultima frazione a Barcellona. Conclude la corsa vittorioso, facendo sue anche le classifiche degli scalatori e dei giovani.

## Palmarès

### Strada
- 2019 (Fundación Euskadi, una vittoria/EF Education First, una vittoria)

4ª tappa Volta ao Alentejo (Ponte de Sor > Portalegre)
18ª tappa Vuelta a España (Colmenar Viejo > Becerril de la Sierra)
- 2020 (EF Pro Cycling, tre vittorie)

Campionati colombiani, Prova in linea
4ª tappa Tour Colombia (Paipa > Santa Rosa de Viterbo)
Classifica generale Tour Colombia
- 2022 (Bora-Hansgrohe, cinque vittorie)

Campionati colombiani, Prova in linea
5ª tappa Volta ao Algarve (Lagoa > Malhão)
Classifica generale Volta Ciclista a Catalunya
4ª tappa Giro di Romandia (Aigle > Zinal/Val d'Anniviers)
3ª tappa Giro di Polonia (Kraśnik > Przemyśl)
- 2023 (Bora-Hansgrohe, una vittoria)

5ª tappa Giro dei Paesi Baschi (Amorebieta-Etxano > Amorebieta-Etxano)

#### Altri successi
- 2017 (Team Manzana Postobón)

Classifica scalatori Vuelta a Asturias
- 2018 (Team Manzana Postobón)

Classifica scalatori Tour of China I
- 2019 (Fundación Euskadi)

Classifica giovani Volta a la Comunitat Valenciana
- 2020 (EF Pro Cycling)

1ª tappa Tour Colombia (Tunja, cronosquadre)
Classifica giovani Tour Colombia
Classifica giovani Parigi-Nizza
- 2022 (Bora-Hansgrohe)

Classifica scalatori Volta Ciclista a Catalunya
Classifica giovani Volta Ciclista a Catalunya
Classifica giovani Giro di Svizzera

## Piazzamenti

### Grandi Giri
- Tour de France

2020: ritirato (15ª tappa)
2021: 25º
2025: 14º
- Vuelta a España

2019: 14º
2022: 22º
2023: 43º

### Classiche monumento
- Milano-Sanremo

2021: 35º
- Liegi-Bastogne-Liegi

2021: 31º
2022: 5º
2023: ritirato
- Giro di Lombardia

2019: 76º
2021: 10º
2022: 4º
2023: ritirato
2024: 85º

### Competizioni mondiali
- Campionati del mondo su strada

Yorkshire 2019 - In linea Under-23: 4º
Imola 2020 - In linea Elite: 48º
Fiandre 2021 - In linea Elite: ritirato
Wollongong 2022 - In linea Elite: 31°
- Giochi olimpici

Tokyo 2020 - In linea: 81º